# Scott Levins
Scott M. Levins (* 30. Januar 1970 in Spokane, Washington) ist ein ehemaliger US-amerikanischer Eishockeyspieler, der im Verlauf seiner aktiven Karriere zwischen 1989 und 2004 unter anderem 124 Spiele für die Winnipeg Jets, Florida Panthers, Ottawa Senators und Phoenix Coyotes in der National Hockey League (NHL) auf der Position des Centers bestritten hat. Darüber hinaus absolvierte Levins weitere 170 Partien für die Revierlöwen Oberhausen, Kassel Huskies und Eisbären Berlin in der Deutschen Eishockey Liga (DEL).

## Karriere
Levins verbrachte seine Juniorenkarriere im System des kanadischen Eishockeyverbandes, wo er zwischen 1987 und 1989 für das US-amerikanische Team der Spokane Braves in der Kootenay International Junior Hockey League (KIJHL) und Penticton Knights in der British Columbia Junior Hockey League (BCJHL) aktiv war. Anschließend lief der Stürmer in der Saison 1989/90 in der kanadischen Juniorenliga Western Hockey League (WHL) für das US-amerikanische Franchise Tri-City Americans auf. Dabei sammelte er in 77 Partien insgesamt 67 Scorerpunkte und wurde am Saisonende ins West Second All-Star Team der Liga berufen. Nach der Spielzeit wurde er im NHL Entry Draft 1990 in der vierten Runde an 75. Stelle von den Winnipeg Jets aus der National Hockey League (NHL) ausgewählt.
Die Jets nahmen ihre Draftwahl vor dem Spieljahr 1990/91 umgehend unter Vertrag. In den folgenden drei Spielzeiten setzten sie den Nachwuchsspieler in ihrem Farmteam, den Moncton Hawks, in der American Hockey League (AHL) ein. Dort füllte er zumeist die Rolle eines Enforcers aus. Im Verlauf der Saison 1992/93 debütierte Levins schließlich in der NHL für die Winnipeg Jets, die ihn insgesamt neunmal einsetzten. Für die Moncton Hawks absolvierte er im gesamten Zeitraum deutlich über 200 Partien. Trotz der positiven Entwicklung blieb der Angreifer für den NHL Expansion Draft 1993 von den Jets ungeschützt und wurde daher von den neu gegründeten Florida Panthers ausgewählt. Dort schaffte der US-Amerikaner zur Saison 1993/94 den Sprung in den NHL-Kader und absolvierte bis Anfang Januar 1994 insgesamt 29 Spiele für das junge Franchise. Anschließend wurde Levins Teil eines Transfergeschäfts, bei dem er gemeinsam mit Jewgeni Dawydow, einem Sechstrunden-Wahlrecht im NHL Entry Draft 1994 und Viertrunden-Wahlrecht im NHL Entry Draft 1996 an die Ottawa Senators abgegeben wurde. Im Gegenzug wechselte Bob Kudelski zu den Panthers. Bei den Ottawa Senators stand Levins ebenfalls im NHL-Aufgebot, wurde in der Folgezeit – auch bedingt durch die durch den Lockout verkürzte NHL-Saison 1994/95 – bis zum Ende des Spieljahres 1995/96 recht sporadisch eingesetzt. Sein Vertrag wurde über das Saisonende nicht verlängert.
Der Free Agent blieb daher über den Sommer 1996 vertragslos und erhielt erst Anfang Oktober einen Vertrag bei den Phoenix Coyotes. Die Coyotes setzten den Offensivspieler hauptsächlich bei den Springfield Falcons in der AHL ein. Im Zeitraum von zwei Jahren, denen Levins der Organisation angehörte, absolvierte er lediglich zwei Spiele für Phoenix in der NHL. Im Sommer 1998 war der Angreifer erneut ein Free Agent und wurde im August von den Carolina Hurricanes mit einem Einjahresvertrag ausgestattet. Die dauerhafte Rückkehr gelang ihm dort aber auch nicht und so kam er ausschließlich für deren AHL-Kooperationspartner Beast of New Haven zum Einsatz.
Vor der Spielzeit 1999/2000 erhielt Levins keinen Vertrag auf NHL-Niveau und schloss sich daher zunächst den Quad City Mallards aus der United Hockey League (UHL) an. Kurz nach dem Saisonstart erhielt der Mittelstürmer jedoch ein Angebot der Revierlöwen Oberhausen aus der Deutschen Eishockey Liga (DEL). Er bestritt dort den restlichen Teil der Millenniumssaison und wechselte danach innerhalb der DEL für ein Jahr zu den Kassel Huskies. Die Saison 2001/02 verbrachte Levins bei den Eisbären Berlin, wo Levins allerdings mit einer antisemitischen Äußerung gegenüber einem Gegenspieler für Negativschlagzeilen sorgte, die eine Sperre und Geldstrafe zur Folge hatte. Der Rechtsschütze verließ nach der Saison die DEL und wechselte zu den Sheffield Steelers in die britische Ice Hockey Superleague (ISL), mit denen er die Hauptrunde und damit die Ligameisterschaft gewann. Danach kehrte der US-Amerikaner wieder in seine Heimat zurück und begann die Spielzeit 2003/04 bei den Columbus Stars aus der UHL. Im Saisonverlauf wechselte Levins allerdings wieder nach England, wo er seine letzten Profispiele für die Guildford Flames in der zweitklassigen British National League (BNL) absolvierte. Nach dem dortigen Meisterschaftsgewinn beendete der 34-Jährige seine aktive Karriere.

## Erfolge und Auszeichnungen
- 1990 WHL West Second All-Star Team
- 2003 Meister der Ice Hockey Superleague mit den Sheffield Steelers
- 2004 Meister der British National League mit den Guildford Flames

## Karrierestatistik
(Legende zur Spielerstatistik: Sp oder GP = absolvierte Spiele; T oder G = erzielte Tore; V oder A = erzielte Assists; Pkt oder Pts = erzielte Scorerpunkte; SM oder PIM = erhaltene Strafminuten; +/− = Plus/Minus-Bilanz; PP = erzielte Überzahltore; SH = erzielte Unterzahltore; GW = erzielte Siegtore; 1 Play-downs/Relegation; Kursiv: Statistik nicht vollständig)